# دواين وايت
دواين وايت (بالإنجليزية: Dwayne White)‏ هو لاعب كرة قدم أمريكية أمريكي، ولد في 10 فبراير 1967 في فيلادلفيا في الولايات المتحدة.